# Cal Torrelles (Vilanova de Segrià)
Cal Torrelles és una obra de Vilanova de Segrià (Segrià) inclosa a l'Inventari del Patrimoni Arquitectònic de Catalunya.

## Descripció
Habitatge de cantonera, encara que no aprofita la façana lateral, de composició senzilla. Porta amb llinda de pedra i dues petites finestres. Planta baixa i pis. Façana arrebossada i pintada. Sobre la llinda de pedra està gravat el nom d'Aleix Torrelles i la data del 1783. El detall realment important era el motiu floral, emmarcat dins el modernisme, que s'esculpí al balustre de la finestra. Actualment aquest element de la finestra ha desaparegut i s'ha substituït per una barana de ferro forjat.